# Tim Sullivan (Produzent)

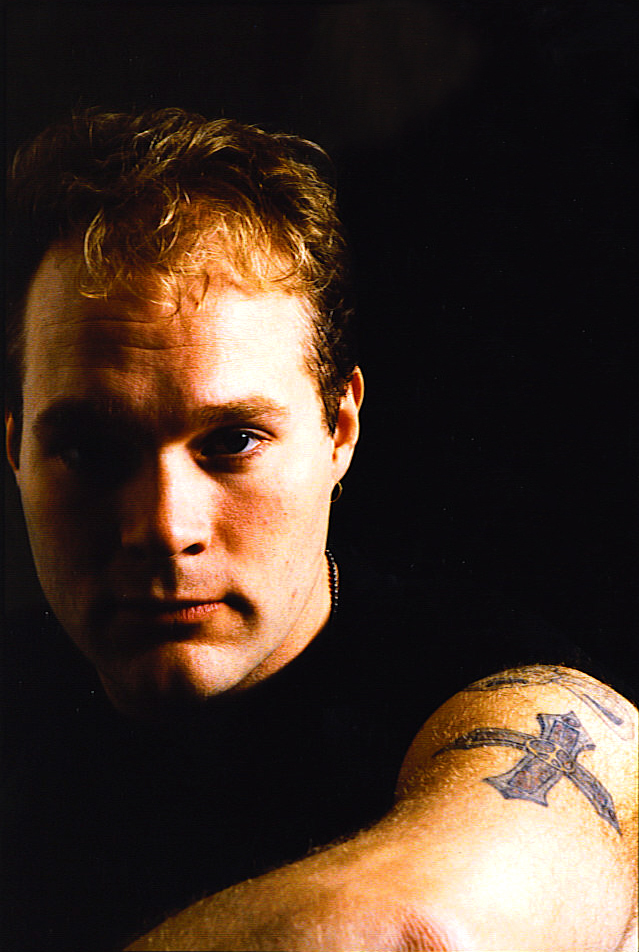
Tim Sullivan

Tim Michael Sullivan (* 2. Juli 1964 in South Plainfield, USA) ist ein US-amerikanischer Drehbuchautor,  Filmregisseur und Filmproduzent.

## Leben
Tim Sullivan studierte Film an der New York University und arbeitete nach seinem Abschluss als Produktionsassistent bei diversen Filmen mit. Neben seinem ersten eigenem Werk, dem Kurzfilm A Christmas Treat (1985) produzierte er später für New Line Cinema unter anderem auch den Film Detroit Rock City. Sein Regiedebüt gab er 2005 mit der Horror-Komödien-Neuverfilmung 2001 Maniacs, für die er auch das Drehbuch schrieb. Mit Hood of Horror und Driftwood folgen zwei weitere Filme des Horrorgenres, ehe er sich mit einer Fortsetzung von 2001 Maniacs beschäftigte, die 2010 auf dem Glasgow Fright Fest zum ersten Mal gezeigt wurde.
Er produzierte 2011 den Paul Ward Horror-Kurzfilm One of the Road, mit Reggie Bannister in der Hauptrolle. Der Film basiert auf einer Kurzgeschichte von Stephen King und wird im Mai 2012 beim Cannes Film Festival laufen.
Ebenfalls 2011 war er als Regisseur und Autor an dem Episodenfilm Chillerama beteiligt, an dem auch die Regisseure Adam Rifkin, Joe Lynch und Adam Green mitgewirkt haben.
Ähnlich wie Alfred Hitchcock trat auch Tim Sullivan immer wieder in seinen Filmen als Statist auf, meist ohne dabei im Abspann genannt zu werden.

## Filmografie (Auswahl)

### Drehbuchautor
- 1985: A Christmas Treat (Kurzfilm)
- 2005: 2001 Maniacs
- 2006: Hood of Horror
- 2006: Driftwood
- 2010: 2001 Maniacs 2 – Es ist angerichtet (2001 Maniacs: Field of Screams)
- 2011: Chillerama
- 2015: Die Trapp Familie – Ein Leben für die Musik

### Produzent
- 1985: A Christmas Treat (Kurzfilm)
- 1999: Detroit Rock City (begleitender Produzent)
- 2006: Hood of Horror
- 2012: Bloody Bloody Bible Camp

### Regisseur
- 1985: A Christmas Treat (Kurzfilm)
- 2005: 2001 Maniacs
- 2006: Driftwood
- 2010: 2001 Maniacs 2 – Es ist angerichtet (2001 Maniacs: Field of Screams)
- 2011: Chillerama

### Darsteller
- 2005: 2001 Maniacs
- 2010: 2001 Maniacs 2 – Es ist angerichtet (2001 Maniacs: Field of Screams)
- 2012: Bloody Bloody Bible Camp